# Marsjala Zjoekova
Marsjala Zjoekova of Posjolok Marsjala Zjoekova (Russisch: Маршала Жукова, Посёлок Маршала Жукова) is een plaats (posjolok) in de Russische oblast Koersk, district Koerski, selsovjet Kljoekvinski.

## Geografie
Marsjala Zjoekova ligt op het Centraal-Russisch Plateau, 8 km ten oosten van Koersk, 1,5 km van de selsovjetcenter – Dolgoje.

### Klimaat
Net als in de rest van het district, is het lokale klimaat vochtig continentaal, met significante regenval gedurende het hele jaar (Dfb volgens de klimaatclassificatie van Köppen).
|                                         | jan  | feb  | mrt | apr | mei  | jun  | jul  | aug  | sep  | okt  | nov  | dec  |
| --------------------------------------- | ---- | ---- | --- | --- | ---- | ---- | ---- | ---- | ---- | ---- | ---- | ---- |
| Gemiddelde maximale dagtemperatuur (°C) | -4,2 | -3,2 | 2,7 | 13  | 19,4 | 22,7 | 25,4 | 24,7 | 18,2 | 10,5 | 3,3  | -1,3 |
| Gemiddelde minimale dagtemperatuur (°C) | -8,8 | -8,9 | -5  | 2,6 | 9    | 13   | 15,8 | 14,9 | 9,7  | 3,9  | -1,3 | -5,4 |
| Gemiddelde neerslag in (mm)             | 51   | 44   | 47  | 50  | 60   | 68   | 70   | 55   | 59   | 59   | 46   | 48   |
| Gemiddelde regendagen                   | 8    | 8    | 8   | 7   | 8    | 9    | 9    | 6    | 7    | 7    | 7    | 8    |

## Geschiedenis
Het posjolok ter ere van generaal Georgi Zjoekov werd in 1994 opgericht op de plaats van een gekapt bos. Ze werden gebouwd door Turkse arbeiders en de bouw duurde ongeveer 6 maanden. Het satellietplaats was bestemd voor de uit voormalig Duitse Democratische Republiek teruggetrokken Russische militaire eenheden. De architectuur van het dorp lijkt nogal eentonig: meer dan 150 identieke gebouwen met 3, 4 en 5 verdiepingen. In het gebouw van het "Huis van officieren" bevindt zich de orthodoxe kerk van Sint-Joris.

## Inwonersontwikkeling
| Jaar | Aantal inwoners |
| ---- | --------------- |
| 2002 | 4723            |
| 2010 | 4715            |

Opmerking: Volkstelling

## Economie en infrastructuur
Er zijn 160 huizen in de plaats.

### Verkeer
Marsjala Zjoekova ligt 1 km van de federale weg R-298 (Koersk – Voronezj – R-22 of Kaspi; onderdeel van de E38).
1. Anpilogovo · 1. Bezlesnoje · 1. Koerasovo · 1. Krasnikovo · 1. Mokva · 1. Pisklovo · 1. Sjemjakino · 1. Tsvetovo · 1. Vinnikovo · 2. Anpilogovo · 2. Bezlesnoje · 2. Boekrejevo · 2. Koerasovo · 2. Krasnikovo · 2. Mokva · 2. Nizjnjaja Medveditsa · 2. Pisklovo · 2. Sjemjakino · 2. Vinnikovo · Aleksandrovka · Aleksandrovka · Aljabjevo · Aljabjevo · Barysjnikovo · Belomestnoje · Berjozka · Besedino · Bezobrazovo · Boekrejevka · Boekrejevka · Boekrejevo · Boekrejevskije Vyselki · Bolsjoje Loekino · Bolsjoje Maltsevo · Bolsjoje Sjoemakovo · Brezjnevo · Chalino · Chardikovo · Chmelevaja · Choroezjevka · Chrenovets · Chvosjtsjin · Chvostovo · Demino · Denisovo · Doebovets · Doebovets · Doechovets · Doechovets · Doernevo · Dolgoje · Dronjajevo · Frolovka · Glebovo · Gnezdilovo · Goloebitskoje · Gorodisjtsje · Gremjatsjka · Iskra · Ivanovka · Ivanovka · Jakoenino · Jekaterinovka · Jelkovo · Jerjomino · Jeskovo · Joebilejny · Kalinin · Kamenevo · Kamenevo · Kamysji · Karasevka · Kasinovski · Kastornaja · Kirejevka · Kislino · Kizilovo · Kljoekva · Kljoekvinski · Koekoejevka · Koeritsa · Koerkino · Koetepova · Koevsjinnoje · Kolodnoje · Konevo · Korelovo · Krasny Pachar · Lazoerny · Lebjazje · Lipovets · Lisovo · Majkovo · Majskaja Zarja · Malachovo · Malaja Sjoemakovka · Malinovy · Maloje Loekino · Maloje Maltsevo · Marsjala Zjoekova · Melnikov · Michajlovo · Mlodat · Moeravlevo · Moeravlevo · Moerynovka · Mosjkino · Nartovo · Nikolajevka · Nikolajevka · Nizjneje Bartenevo · Nizjnekasinovo · Nizjnjaja Medveditsa · Nizjnjaja Zabolot · Novoposelenovka · Novoretsjenski · Novosjolovski · Nozdratsjevo · Oesjakovo · Otresjkovo · Ovsjannikovo · Pachomovo · Pasjino · Pasjkovo · Petrin · Petrovskoje · Pimenovo · Podlesny · Polevaja · Poljanskoje · Postojalyje Dvory · Potapovo · Pronskoje · Radino · Rassylnaja · Razinkovo · Reoetov · Rogovka · Rysjkovo · Sablin · Sacharovka · Samorjadovo · Sapogovo · Selichovy Dvory · Semidesny · Semjonovka · Semjonovka · Sjagarovo · Sjechovtsovo · Schoeklinka · Sjoemakov · Sjtsjetinka · Smorodnoje · Sotnikovo · Stepnoi · Tatarenkova · Tjoply · Tsjaplygina · Tsjerjomoesjki · Tsjoejkova · Tsjoerilovo · Toetovo · Tolmatsjovo · Tolmatsjovo · Toporok · Troitsa · Verchneje Bartenevo · Verchneje Goetorovo · Verchnekasinovo · Verchnjaja Medveditsa · Verchnjaja Zabolot · Verjovkino · Vinnikovo-Nikolajevka · Vinogrobl · Vodjanoje · Voloboejevka · Voloboejevo · Voloboejevo · Vorontsovo · Vorosjnevo · Voskresenovka · Vvedenskoje · Zapovedny · Zjerdevo · Zjerebtsovo · Zjiljajevo · Zjoeravlin · Zoebkov · Zorino · Zorino · Zvjagintsevo